# Calcalong Creek (meteorit)
 Meteorit Calcalong Creek je prvi luneit, ki je bil najden zunaj Antarktike. Našli so ga v puščavi v Avstraliji leta 1960. Kot meteorit, ki ima izvor na Luni, so ga priznali šele leta 1991.

Meteorit Calcalong Creek je lunarna breča, ki izhaja iz gorovja na Luni. Njegova masa je samo 19 g, velik pa je okoli 3 cm